# Peripsychoda
Peripsychoda és un gènere d'insectes dípters pertanyent a la família dels psicòdids que es troba a Europa (com ara, la Gran Bretanya, França, Noruega, Finlàndia -incloent-hi les illes Åland-, Polònia, Lituània, Romania, els Països Baixos, Alemanya -Baviera i Saxònia- i Txèquia), Algèria, Turquia, l'Iran, Borneo, Nova Guinea i Austràlia (el Territori de la Capital Australiana, Tasmània, Victòria, Queensland, Austràlia Occidental i Nova Gal·les del Sud).

## Taxonomia
- Peripsychoda adusta (Quate & Quate, 1967)
- Peripsychoda agrestis (Quate & Quate, 1967)
- Peripsychoda ambalata (Quate & Quate, 1967)
- Peripsychoda appendiculata (Quate & Quate, 1967)
- Peripsychoda aurasica (Vaillant, 1958)
- Peripsychoda auriculata (Curtis, 1839)
- Peripsychoda baitabagensis (Quate & Quate, 1967)
- Peripsychoda bulbula (Quate & Quate, 1967)
- Peripsychoda castanea (Quate & Quate, 1967)
- Peripsychoda centraceps (Quate & Quate, 1967)
- Peripsychoda clavicula (Quate, 1962)
- Peripsychoda confraga (Quate & Quate, 1967)
- Peripsychoda cracenta (Quate & Quate, 1967)
- Peripsychoda crassepalpis (Satchell, 1953)
- Peripsychoda dimorpha (Tonnoir, 1953)
- Peripsychoda empheres (Quate & Quate, 1967)
- Peripsychoda festiva (Satchell, 1953)
- Peripsychoda fragilis (Quate & Quate, 1967)
- Peripsychoda fusca (Macquart, 1826)
- Peripsychoda globalaris (Quate & Quate, 1967)
- Peripsychoda gregsoni (Tonnoir, 1953)
- Peripsychoda hirsuta (Quate & Quate, 1967)
- Peripsychoda iranica (Ježek, 1987)[32]
- Peripsychoda kratkensis (Quate & Quate, 1967)
- Peripsychoda lippa (Quate & Quate, 1967)
- Peripsychoda lobella (Quate & Quate, 1967)
- Peripsychoda longicera (Quate & Quate, 1967)
- Peripsychoda nicholsoni (Satchell, 1953)
- Peripsychoda obscura (Satchell, 1953)
- Peripsychoda obtusalata (Quate & Quate, 1967)
- Peripsychoda pholidotes (Quate, 1962)
- Peripsychoda ramosa (Quate, 1962)
- Peripsychoda reburra (Quate & Quate, 1967)
- Peripsychoda repanda (Quate & Quate, 1967)
- Peripsychoda scarificata (Quate & Quate, 1967)
- Peripsychoda sisypha (Quate & Quate, 1967)
- Peripsychoda spuriosa (Quate & Quate, 1967)
- Peripsychoda tridentata (Quate & Quate, 1967)
- Peripsychoda viduata (Tonnoir, 1953)
- Peripsychoda wauensis (Quate & Quate, 1967)
- Peripsychoda zangherii (Sarà, 1952)
- Peripsychoda zbytka (Ježek, 2004)
- Peripsychoda zygops (Quate & Quate, 1967)[33][30][34][35][36]